# Križovec
Križovec – wieś w Chorwacji, w żupanii medzimurskiej, w mieście Mursko Središće. W 2011 roku liczyła 631 mieszkańców.